# سی لوزوجهی

سی لوزوجهی‎

در هندسه ، سی لوزوجهی (به انگلیسی:rhombic triacontahedron) متداول ترین چند وجهی با سی وجه است ، که یک چند وجهی محدب با ٣٠ وجه لوزی است. دارای ٦٠ یال و ٣٢  رأس از دو نوع است. این چندوجهی یک جسم کاتالان است.
نسبت قطر بلند به قطر کوتاه هر وجه دقیقاً برابر با نسبت طلایی ، φ است ، به طوری که زاویه های حاد روی هر وجه تقریباً ٦٣.٤٣ درجه است . لوزی که بدین ترتیب بدست آید ، لوزی طلایی نامیده می شود.